# Jevgenij Šuklin
Jevgenij Šuklin –también conocido como Jevgenijus Šuklinas– (Glázov, URSS, 23 de noviembre de 1985) es un deportista lituano que compitió en piragüismo en la modalidad de aguas tranquilas.
Participó en los Juegos Olímpicos de Londres 2012, obteniendo una medalla de plata en la prueba de C1 200 m; medalla que perdió posteriormente por dopaje.
Ganó tres medallas de bronce en el Campeonato Mundial de Piragüismo entre los años 2006 y 2009, y siete medallas en el Campeonato Europeo de Piragüismo entre los años 2006 y 2013. En el Mundial de 2014 obtuvo una medalla de bronce, que también perdió por dopaje.

## Palmarés internacional
| Juegos Olímpicos   | Juegos Olímpicos            | Juegos Olímpicos  | Juegos Olímpicos |
| Año                | Lugar                       | Medalla           | Competición      |
| ------------------ | --------------------------- | ----------------- | ---------------- |
| 2012               | Londres (Reino Unido)       | DSC               | C1 200 m         |
| Campeonato Mundial |                             |                   |                  |
| Año                | Lugar                       | Medalla           | Competición      |
| 2006               | Szeged (Hungría)            | Medalla de bronce | C1 200 m         |
| 2007               | Duisburgo (Alemania)        | Medalla de bronce | C1 200 m         |
| 2009               | Dartmouth (Canadá)          | Medalla de bronce | C1 200 m         |
| 2014               | Moscú (Rusia)               | DSC               | C1 200 m         |
| Campeonato Europeo |                             |                   |                  |
| Año                | Lugar                       | Medalla           | Competición      |
| 2006               | Račice (República Checa)    | Medalla de bronce | C1 200 m         |
| 2007               | Pontevedra (España)         | Medalla de oro    | C1 200 m         |
| 2009               | Brandeburgo (Alemania)      | Medalla de plata  | C1 500 m         |
| 2009               | Brandeburgo (Alemania)      | Medalla de bronce | C1 200 m         |
| 2010               | Corvera (España)            | Medalla de oro    | C1 200 m         |
| 2012               | Zagreb (Croacia)            | Medalla de bronce | C1 200 m         |
| 2013               | Montemor-o-Velho (Portugal) | Medalla de oro    | C1 200 m         |